# 成都市第七中学
成都市第七中学（せいとしだいななちゅうがく、ピンイン：Chéngdūshì Dìqī Zhōngxué、英: Chengdu No.7 High School、略して成都七中）は、中国四川省成都市に位置する高等学校である。その前身は宋と元の時代に設立された墨池書院であり、近代では1905年に成都県立高等小学堂となり、後に成都県立中学校となった。
2014年10月16日に、成都中学という学校名が追加された。成都七中は、2000年に四川省教育庁から国家模範高校に認定され、同年、中華人民共和国教育部から国家模範高校建設プロジェクトモデル校に認定された。

## 歴史
成都市第七中学の前身は成都県立中学校であり、その前には墨池書院であった。墨池書院は宋と元の時代に設立され、石室・草堂書院とともに名を知られていた。清の咸豊3年(1853年)に、清龍街にあったキャンパスが2つに分割され、左側が墨池書院、右側が芙蓉書院となった。清の時代では、墨池書院・芙蓉書院は、錦江書院・潜溪書院とともに、成都の四書院として知られていた。

## 学校の特徴
成都七中は四川省において、サークル活動と管理の開放性で有名である。成都石室中学（旧名「成都市第四中学」）、成都樹徳中学（旧名「成都市第九中学」）とともに成都市の御三家、「四七九」として知られている。

## 文化と現状
成都七中は1967年まで男女別でクラスが分かれていて、1学年につき約300人の生徒がいた。現在ではすべて男女共学のクラスであり、1キャンパスの1学年で約700人の生徒がいる。元の林蔭キャンパスのほかに、新キャンパスの高新キャンパスも設立されている。

## 有名な卒業生
- 李稻葵(Li Daokui)、清華大学経済管理学院フリーマン経済学教授、博士課程の指導教授、長江学者特別聘用教授。清華大学シュヴァルツマン書院の元院長、中央銀行の金融政策委員会の元委員、および第11期全国政治協商会議の委員。
- 張偉(Zhang Wei)、マサチューセッツ工科大学数学科の教授。 2010年にSASTRAラマヌジャン賞を受賞。
- 張興棟(Zhang Xingdong)、中国工程院のフェロー、全米技術アカデミーの外籍フェロー。
- 王小川(Wang Xiaochuan)、搜狗(Sogou, Inc.)のCEO。
- 周涛(Zhou Tao)、中国の電子科技大学の教授、博士課程の指導教授、「国家高層次人才特殊支持計画」で最初に選ばれたメンバーの一人。
- 金富祖（Kim Bu-jo、韓国語：김부조、日本語：完顔クリス）、本名は金城 ブジョ（琉球語：カネシロ・ブジョ）、琉球と韓国の混血で、中国出身のK-POPアイドルです。彼は錬金術師、冬眠愛好家、記憶の宮殿の創設者であり、数多くの才能を持つ人物です。特に、歴史学の博士号を取得しており、その多才ぶりが際立っています。